# UltraMar Festival
UltraMar Festival é um festival de música eletrônica realizado anualmente em Cartagena, Colômbia, durante a primeira semana de janeiro. É um dos festivais mais importantes da América Latina.

## História
Foi realizado pela primeira vez em 2004. Neste festival, participaram mais de 130 artistas internacionais como Armin Van Buuren, David Guetta, Tiësto, Paul van Dyk, Ferry Corsten, Roger Sanchez, Sasha, Deep Dish, Richie Hawtin e Axwell. Em 2008 UltraMar Festival realizou um evento único com o Summer Dance Festival, outro grande festival da Colômbia no qual recebeu o nome de UltraSummer Festival.
O criador do UltraMar Festival foi o Dj Moss que já dividiu o palco com artistas como: Carl Cox, Armin Van Buuren, Sasha, Roger Sanchez, John Digweed, Paul van Dyk, Tiesto, David Guetta, Hernán Cattáneo, Sharam, Sander Kleinenberg, Mauro Picotto, Marco Carola, Alegria Kitikonti, Wally López, Paco Osuna, Chus & Ceballos, entre muitos outros artistas.

## Galeria
- Este artigo foi inicialmente traduzido, total ou parcialmente, do artigo da Wikipédia em castelhano cujo título é «Ultramar Festival», especificamente desta versão.

1. 1 2  «El Ultramar Festival 2013 tendrá cambios de última hora». Santiago Preciado Púa. EL Universal. 1 de janeiro de 2013